# Orden de Turkmenbashi
La Orden de Turkmenbashi (en turcomano: Türkmenbaşy ordeni) es una condecoración estatal de Turkmenistán

## Estatuto de la medalla
La orden se otorga a militares, empleados de los distintos órganos del Ministerio del Interior, miembros del Comité de Seguridad Nacional y otros ciudadanos de Turkmenistán, unidades militares, barcos, formaciones y asociaciones, para recompensar la valentía, la dedicación y el coraje especiales demostrados en la defensa de la Patria y los méritos significativos en el fortalecimiento de la capacidad de defensa del país. También puede concederse a personas que no sean ciudadanos de Turkmenistán.
Según el estatuto de concesión de la orden, está se otorga para recompensar:
- Hazañas especialmente significativas realizadas en defensa de la Patria, en el desempeño de deberes militares u oficiales
- Servicios importantes en el fortalecimiento de la capacidad de defensa del país
- Liderazgo ejemplar de las unidades militares
- Valentía especial y el coraje demostradas para garantizar la seguridad estatal del país, la inviolabilidad de la frontera estatal de Turkmenistán y el mantenimiento del orden público en condiciones que implican riesgo para la vida
- Especial coraje, valor y desempeño ejemplar de una tarea especial y otras hazañas logradas en tiempos de paz
- Méritos especialmente importantes en el mantenimiento de una alta preparación para el combate de las tropas
- Méritos en el desarrollo de la ciencia y la tecnología militares y en la formación del personal de las Fuerzas Armadas de Turkmenistán.

Los ciudadanos de Turkmenistán galardonados con esta orden reciben la insignia y un certificado. Además, a expensas del presupuesto estatal, reciben una bonificación equivalente a cinco salarios mínimos y un complemento mensual en sus sueldos, salarios, pensiones y becas equivalente al 30% del salario mínimo. Los galardonados también disfrutan de otros beneficios en las formas y casos establecidos por las leyes del país.
La insignia se lleva en el lado izquierdo del pecho y en presencia de otras órdenes o medallas de Turkmenistán, se debe colocar después de la Orden de la Independencia.

## Descripción de la medalla
La Orden de Turkmenbashi tiene forma de octógono, está fabricada de una aleación de cobre y níquel bañada en oro y el diámetro total de la orden es de 49,3 mm.
En el centro de la insignia, en un círculo de 26 mm de diámetro, se encuentra una imagen del primer presidente de Turkmenistán y comandante en Jefe Supremo de las Fuerzas Armadas de Turkmenistán, Saparmyrat Nyýazow, con uniforme militar, realizado en platino y mirando hacia la izquierda. La imagen tiene 24 mm de alto y 18 mm de ancho. El círculo con la imagen del presidente está bordeado a lo largo del octágono con un fino adorno hecho de platino y cadenas de oro ubicadas a lo largo de los bordes. En el exterior de la insignia, está la imagen de un escudo de oro, en el que hay una luna creciente y cinco estrellas de platino. Entre los escudos se encuentran imágenes de sables y hachas cruzadas realizadas en platino y recubiertas de oro.
En el reverso hay un troquel especial para fijar la insignia a la ropa y están escritas las palabras «Turkmenistán» y «Turkmenbashi».
La orden está conectada con un ojal y un anillo a un bloque rectangular cubierto con una cinta de muaré de seda verde con bordes amarillos. En el centro de la cinta hay una estrella de ocho puntas y a los lados una ménsula en ángulo.